# Cabrières-d'Aigues
Cabrières-d'Aigues este o comună în departamentul Vaucluse din sud-estul Franței. În 2009 avea o populație de 842 de locuitori.

## Evoluția populației
| An        | 1975 | 1982 | 1990 | 1999 | 2006 | 2009 |
| --------- | ---- | ---- | ---- | ---- | ---- | ---- |
| Populație | 400  | 429  | 532  | 651  | 819  | 842  |